# DN13C
De DN13C (Drum Național 13C of Nationale weg 13C) is een weg in Roemenië. Hij loopt van Vânători, ten oosten van Sighișoara, naar Bisericani. De weg is 31 kilometer lang. 